# خي العذراء b
خي العذراء b (بالإنجليزية: Chi Virginis b وفق تسمية باير)‏ أو HD 110014 b هو كوكب خارج المجموعة الشمسية يدور حول النجم 26 العذراء على بعد يقارب 294 سنة ضوئية في كوكبة العذراء. لهذا الكوكب كتلة لا تقل عن 11 كتلة مشترية متوسط المسافة الفاصلة بين الكوكب ونجمة تبلغ 2.14 وحدة فلكية تقريباً ضعف المسافة بين الأرض والشمس ويستغرق الكوكب 835 يوماً ليكمل مدارة حول النجم المضيف في مدار انحرافة المركزي نحو 46% . تم اكتشاف هذا الكوكب في يوليو 2009 باستخدام طريقة السرعة الشعاعية.